# 全米テニス協会
全米テニス協会（英語：United States Tennis Association 略称:USTA）とは、アメリカのテニス界を統括する団体である。主にデビスカップおよびビリー・ジーン・キング・カップのアメリカ代表団を組織し、更に世界最大規模のテニス競技大会である「全米オープン・テニス」の運営を行う。USTAは1881年に全米ローンテニス協会としてニューヨークで創設されたのが源流で、2020年現在、17の委員会と680,000人の会員数を持つ世界最大規模を誇るテニス組織である。

## 歴代会長
| 名前                           | 任期       |
| ------------------------------ | ---------- |
| ジェームズ・ドワイト           | 1882－1884 |
| ジョセフ・クラーク             | 1889－1891 |
| ジェームズ・ドワイト           | 1894－1911 |
| ヘンリー・スローカム           | 1892－1893 |
| ロバート・レン                 | 1912－1915 |
| ジョージ・アディー             | 1916－1919 |
| ジュリアン・ミリック           | 1920－1922 |
| ホルコム・ウォード             | 1937－1947 |
| マーティン・トレッセル         | 1965－1966 |
| ロバート・ケレハー             | 1967－1968 |
| アラステア・マーティン         | 1969－1970 |
| ウィリアム・ヘスター           | 1977－1978 |
| Harry Marmion                  | 1997－1998 |
| Julia Levering                 | 1999－2000 |
| マービン・ヘラー・ジュニア     | 2001－2002 |
| アラン・シュワルツ             | 2003－2004 |
| フランクリン・ジョンソン       | 2005－2006 |
| ジェーン・ブラウン・グライムズ | 2007－2008 |
| ルーシー・ガービン             | 2009–2010  |
| ジョン・ベゴセン               | 2011–2012  |
| デビッド・ハガティ             | 2013–2014  |
| カトリーナ・アダムス           | 2015–2018  |
| パトリック・ガルブレイス       | 2019–      |